# Bull Run
Der Bull Run ist ein Bach in der Nähe der Stadt Manassas im US-Bundesstaat Virginia, an dem im Amerikanischen Bürgerkrieg zwei Schlachten stattfanden:
- Erste Schlacht am Bull Run (21. Juli 1861), auch als Erste Schlacht von Manassas bekannt
- Zweite Schlacht am Bull Run (28. August 1862), auch als Zweite Schlacht von Manassas bekannt